# Helicoconis interna
Helicoconis interna är en insektsart som först beskrevs av Navás 1911.  Helicoconis interna ingår i släktet Helicoconis och familjen vaxsländor. Inga underarter finns listade i Catalogue of Life.